# Victor Danner
Victor Danner (Irapuato, 22 de outubro de 1926 — Estados Unidos, 28 de outubro de 1990) foi um pesquisador, tradutor e autor de renome nas áreas de religião comparada e mística islâmica, em particular o sufismo, o qual ajudou a divulgar no ocidente. Foi também professor universitário norte-americano, com passagens por Harvard, Georgetown e Indiana. Foi influenciado pela escola da filosofia perene.

## Biografia
Nascido no México de pais mexicanos e americanos, fez seus estudos universitários na prestigiosa Universidade Georgetown, em Washington DC. A partir de 1957, passou uma temporada no Marrocos, como professor, e lá aperfeiçoou seus conhecimentos no árabe clássico. De volta aos EUA, obteve seu doutorado em Harvard, em 1970. Ensinou língua e literatura árabe, sufismo, religiões orientais e mística comparada na Universidade de Indiana, de 1967 a 1990.
Foi chefe do Departamento de Línguas e Culturas do Oriente Próximo da universidade, onde é lembrado como ilustre e erudito professor, pioneiro nestes campos na instituição, que a ele devia muito por suas muitas contribuições.
Faleceu em 28 de outubro de 1990, nos Estados Unidos. Sua morte foi lamentada em editorial do American Journal of Islamic Social Sciences. Seu nome batiza a série de palestras The Victor Danner Memorial Lecture mantida pela Universidade de Indiana.

## Obra
Foi respeitado estudioso das religiões e do islamismo em particular, e um elogiado tradutor do árabe. Entre seus livros mais conhecidos estão The Sufi Aforisms of Ibn 'Ata'Allah (tradução, 1973), Ibn 'Ata' Allah: The Book of Wisdom (tradução, 1978), e The Islamic Tradition (1988). Ele também escreveu artigos e ensaios para a revista britânica Studies in Comparative Religion.
Danner foi influenciado pelas ideias do perenialismo, como expostas pelos metafísicos francês René Guénon e seu continuador suíço Frithjof Schuon, que enfatizaram ambos "a ideia de uma unidade transcendente das religiões, a importância do esoterismo e a condenação da dessacralização moderna do mundo". Guénon foi iniciado no sufismo e se tornou um agente importante na transmissão do islamismo para a Europa e Estados Unidos. Muitos dos seus estudantes foram reputados acadêmicos e também sufistas. Danner foi um dos seguidores de Schuon, outro sufista, e fundou em 1967 em Bloomington, Indiana, um capítulo da ordem sufista Maryamiyya criada por Schuon, que se tornaria o mais importante centro da ordem, e o local onde "a comunidade se desenvolveu num sentido mais universal". De acordo com Hugh Urban, crítico aberto de Schuon, este desenvolvimento teve uma orientação  eclética, incorporando elementos de filosofias indígenas e europeias e um imaginário apocalíptico. Porém, alguns anos depois, Danner foi excluído da administração da comunidade. Schuon instalou-se para Bloomington em 1980. Danner se tornou ele mesmo um dos mais influentes perenialistas nos Estados Unidos e uma referência nos estudos sobre o sufismo.
Numa resenha publicada no Journal of the Royal Asiatic Society por R. Austin, sua tradução dos aforismos sufi de Ibn `Ata' Allah foi louvada como "uma contribuição extremamente importante para a lamentavelmente pequena lista de obras sufi disponíveis em inglês, não apenas pelas suas muitas qualidades, como pela sua óbvia simpatia e insight que ele acrescentou à sua tradução, elementos indispensáveis na tradução de uma obra espiritual deste tipo". A publicação foi a primeira tradução completa dos originais em árabe, e tornou-se um texto-padrão muito citado. Abdullah Durkee a qualificou como "magnífica".